# Сиротка (тигрица)
Сиротка — уссурийская (амурская) тигрица из коллекции Московского зоопарка конца 1930-х – 1950-х, один из немногих питомцев, вернувшихся в конце Великой Отечественной войны из эвакуации в родной зоопарк.

## Биография
Родилась в Московском зоопарке 19 ноября 1938 года у немолодой пары уссурийских тигров – Принца и самки Чижик. Последняя отличалась большой плодовитостью – всего она родила 23 детёныша от трёх самцов. Но далеко не все её тигрята преодолевали младенческий возраст. В этот раз у Чижик родились 3 тигрёнка, «но у матери не оказалось молока, и два новорожденных погибли, третьего же тигрёнка у неё отобрали для искусственного выкармливания, – рассказывала Вера Чаплина читателям «Вечерней Москвы» 26 марта 1939 года – Тигрёнок был ещё слепым, ростом с месячного котёнка и весом в 960 граммов».
Выхаживать Сиротку, как и многих других детёнышей-отказников, Чаплина, заведующая секцией хищных Московского зоопарка, взяла к себе домой. «Тигрёнок по кличке Сиротка остался без матери через два дня после рождения, – вспоминала она позднее. – Первые десять дней я держала его у себя дома и кормила из соски. Он был так слаб, что его даже нельзя было класть под собаку. Она могла лечь таким образом, что тигрёнок не смог бы сразу найти сосок, а каждая задержка в кормёжке грозила ему смертью...». Дома, в комнате коммунальной квартиры, Чаплина держала тигрёнка в гнезде – ящике глубиной 40 см, который поставила около паровой батареи. На дно ящика помещала водяную грелку, накрывая её чистой простыней, сложенной в несколько слоёв, и на грелку укладывала тигрёнка. Ящик накрывался простыней или закрывался крышкой, но так, чтобы доступ воздуха не прекращался. Чаплина выкармливала тигрёнка «сливками, разбавленными на одну треть молоком, с небольшим количеством сахара, – поясняли в 1956 году в научной статье её бывшие сотрудницы по секции хищных Раиса Афонская и Мирдза Крумина. – Кормление происходило через каждые 2 часа с перерывом от 2 часов ночи до 6 часов утра. В каждую кормёжку скармливалось 10-15 граммов смеси через соску из бутылочки».
«Когда тигрёнок окреп, ему нашли собаку. Это была большая дворняга по кличке Вулка. Нельзя сказать, чтобы она особенно охотно приняла своего нового питомца. Долго и недоверчиво поглядывала на его полосатую шкурку, которая так выделялась среди её чёрных щенят, потом успокоилась и легла. Зато голос тигрёнка, так непохожий на голос щенят, ещё много дней беспокоил собаку. Первое время Вулка... охотно лежала около него, вылизывала наравне со щенками и давала себя сосать. Но это было только первое время. Недели через две Вулка ложилась к нему только по приказанию. Удирала при всяком удобном случае и никак не хотела кормить. Приходилось держать её силой... Кроме того, у неё вскоре почти совсем пропало молоко. Тигрёнок заметно голодал. Перестал прибавлять в весе, и его пришлось перевести на искусственное вскармливание. Много сил положили служительница молодняка тётя Катя и практикантка Липа, чтобы вырастить его, и круглые сутки дежурили около малыша, пока он не вырос».
В возрасте 5,5 месяцев ручную Сиротку начали выпускать на Площадку молодняка. «Когда на площадку приносили новичка, то его сразу никогда не выпускали. Сажали в отдельную клетку и приручали сначала за решёткой. Обычно другие животные сразу замечали новичка, обнюхивали его через сетку, и таким образом происходило первое знакомство». Сиротку поместили в открытой вольере рядом с Площадкой молодняка и постепенно стали выпускать на площадку играть с другими животными, наблюдая за их взаимоотношениями.

Тигренок Сиротка и медвежонок Фомка на обложке брошюры, выпущенной к 75-летию Московского зоопарка (1939)

Вскоре у Сиротки появился товарищ и соперник белый медвежонок Фомка. Первая их встреча на площадке началась с драки, но померившись силами, они стали с уважением относиться друг к другу. «Знакомились они друг с другом постепенно, в игре, а недели через две уже были настоящими друзьями. Целые дни проводили они вместе. Интересно было наблюдать за их играми. Сиротке нравилось прятаться, а потом неожиданно нападать. Бывало, идёт Фомка, а она выпрыгнет, схватит медвежонка за шиворот, трепанёт его раз-другой – и бежать. А Фомка наоборот – любил побороться. Обхватит тигрёнка лапами, прижмёт к себе и на обе лопатки положить старается. Трудно вырваться из медвежьих объятий, да не сдается полосатый хищник: упрётся лапами в живот Фомке, от себя оттолкнуть пытается. Много народу собиралось тогда у площадки. Находились такие любители, которые специально приходили смотреть их борьбу».
Игры уссурийского тигрёнка Сиротки и белого медвежонка Фомки стали самым ярким событием на Площадке молодняка в сезоне 1939 года и эмблемой отчетной брошюры, выпущенной дирекцией к 75-летию Московского зоопарка. Фотографии Сиротки и её партнера по играм печатались в периодике и вошли в серию диапозитивов «Малыши с зелёной площадки». Тогда же ручная Сиротка приняла участие в съёмках своего первого фильма – научно-популярной киноленты «Инстинкт в поведении животных».
В начале сентября 1939 года Сиротка, уже основательно подросшая, совершила побег из своей детской вольеры. «Она прыгнула на крышу своего домика, перескочила в соседний загон, бросилась на горного барана и так крепко вцепилась в него, что её с трудом оторвали подоспевшие вовремя люди. На этом кончилось для тигрёнка детство. 8 сентября Сиротку перевели на Остров зверей».
В начале Великой Отечественной войны, после бомбёжки Московского зоопарка, произошедшей в ночь с 22 на 23 июля 1941 года, было принято решение об эвакуации 25 особо ценных животных из Московского в Свердловский зоопарк (Уралзоопарк), в том числе и молодой тигрицы Сиротки. С вывозимыми животными отправились работать Вера Чаплина и её коллега Олимпиада Панёвина, уволившиеся из Московского зоопарка и эвакуировавшиеся с детьми в Свердловск. Более трёх лет находились питомцы Московского зоопарка в Свердловске, многие из них не пережили суровых уральских зим. В октябре 1944 года 12 из 25 животных вернулись в столицу – среди них была и уссурийская тигрица Сиротка.
В послевоенные годы ручную Сиротку, сохранившую весёлый, жизнерадостный характер, использовали в работе выездной секции зоопарка и в киносъёмках. В 1947–1948 годах Сиротка снималась в кинофильме «В Московском зоопарке». Съёмки проходили в павильоне киностудии научно-популярных фильмов. Следующей киносъёмкой, в которой участвовала Сиротка, был цветной стереоскопический фильм «Среди зверей». «На этот раз съемки происходили в павильоне киностудии имени Горького. Был построен специальный павильон с решётками. Несколько дней Сиротка „осваивала декорации“, то есть привыкала к новой обстановке. Затем начались киносъёмки. По сценарию в клетку к Сиротке впустили живого кролика, чтобы показать „хищнические инстинкты“ тигра. Но Сиротка не тронула кролика. Она ласково лизала его, так как ещё на Площадке молодняка привыкла не трогать маленьких зверей и дружно жить с ними. Кролик прожил с Сироткой в клетке несколько дней, но „хищнические инстинкты“ так и не были засняты».
Сиротка умерла в 1956 году в возрасте 17 или 18 лет.

## Персонаж литературных произведений
В 1945 году Вера Чаплина написала рассказ «Фомка – белый медвежонок», кульминацией которого стали сцены взаимоотношений Фомки и тигренка Сиротки на Площадке молодняка. Первые версии рассказа опубликованы в 1946 году в журнале «Мурзилка» и в 1947 году в сборнике «Четвероногие друзья», окончательная – в 1955 году в сборнике «Питомцы зоопарка». Рассказ «Фомка – белый медвежонок» свыше 100 раз издавался в нашей стране и переведён на десятки языков. Его героев, Фомку и Сиротку, рисовали известные отечественные художники: Георгий Никольский, Дмитрий Горлов, Евгений Чарушин, Алиса Порет, а также зарубежные мастера книжной графики: Helmut Closs (ГДР), Péter Szecskó (Венгрия), Dagmar Černá (Чехословакия) и другие.
В конце 1970-х Чаплина написала и отдельный рассказ о Сиротке, в котором история жизни знаменитой тигрицы была адаптирована для самых маленьких читателей..

## Фильмография
- Научно-популярный фильм «Инстинкт в поведении животных» (в 2-х частях). Производство киностудии . Мостехфильм, 1940 г. Режиссёр Б. Павлов, сценарист В. Чаплина, оператор Г. Трояновский.
- Документальный фильм «В Московском зоопарке» (в 2-х частях). 1951. Режиссёр Т.Лаврова, операторы: А.Левитан, С.Уралов. РГАКФ: уч. № 7892.
- Документальный цветной стереоскопический фильм «Среди зверей». [Конец 1940-х – начало 1950-х гг.].